# Universitat d'Iowa
La Universitat d'Iowa (en anglès University of Iowa), també coneguda com a Iowa o U of I (en anglès), és una universitat d'investigació localitzada en un campus de 1,7 mil acres (7 km²) en Iowa City, Iowa, Estats Units d'Amèrica, en els marges del Riu Iowa.